# کنستانتین برانزیت
کنستانتین ادواردویچ برانزیت (روسی: Константи́н Эдуа́рдович Бронзи́т؛ زادهٔ ۱۲ آوریل ۱۹۶۵ میلادی) یک اَنیماتور، کارگردان فیلم، تهیه‌کننده، هنرپیشه و هنرمند اهل روسیه است.
او تا کنون دو مرتبه نامزدِ دریافتِ جایزه اسکار بوده است.
از فیلم‌ها یا مجموعه‌های تلویزیونی که وی در آن‌ها نقش داشته است می‌توان به لونتیک و بدون کیهان نمی‌توانیم زندگی کنیم اشاره نمود.
او برای فیلم آلوشا برنده پروانه زرین بهترین دستاورد فنی و هنری در بیستمین دوره جشنواره کودک و نوجوان اصفهان شد.